# Mira Stupica
Mira Stupica, właściwie Miroslava Todorović (ur. 17 sierpnia 1923 w Gnjilane, zm. 19 sierpnia 2016 w Belgradzie) – serbska aktorka. Była żoną Bojana Stupicy (który też był aktorem), prezydenta Jugosławii Cvijetina Mijatovicia, następnie Milivoje Popovic-Mavida. Znana głównie z roli Petruneli w Dundo Maroje.
Była siostrą aktora Bory Todorovicia i ciotką Srđana Todorovicia.

## Wybrana filmografia
- Bila sam jača (1953) jako Zora
- 14 dni (Dan cetrnaesti) (1960) jako Kristina
- Męski piknik (Herrenpartie) (1964) jako Miroslava
- Narodni poslanik (1964) jako Pavka, żona Jevremova
- Pre rata (1966) jako Sarka
- Nocna kafana (1967)
- Jedan čovek - jedna pesma (1971)
- Samrtno proleće (1973) jako Tetka Ema
- Primavera mortal (1974) jako Tetka Ema
- Zovem se Eli (1977) jako Majka
- Španac (1982)